# Crateri di Kaali

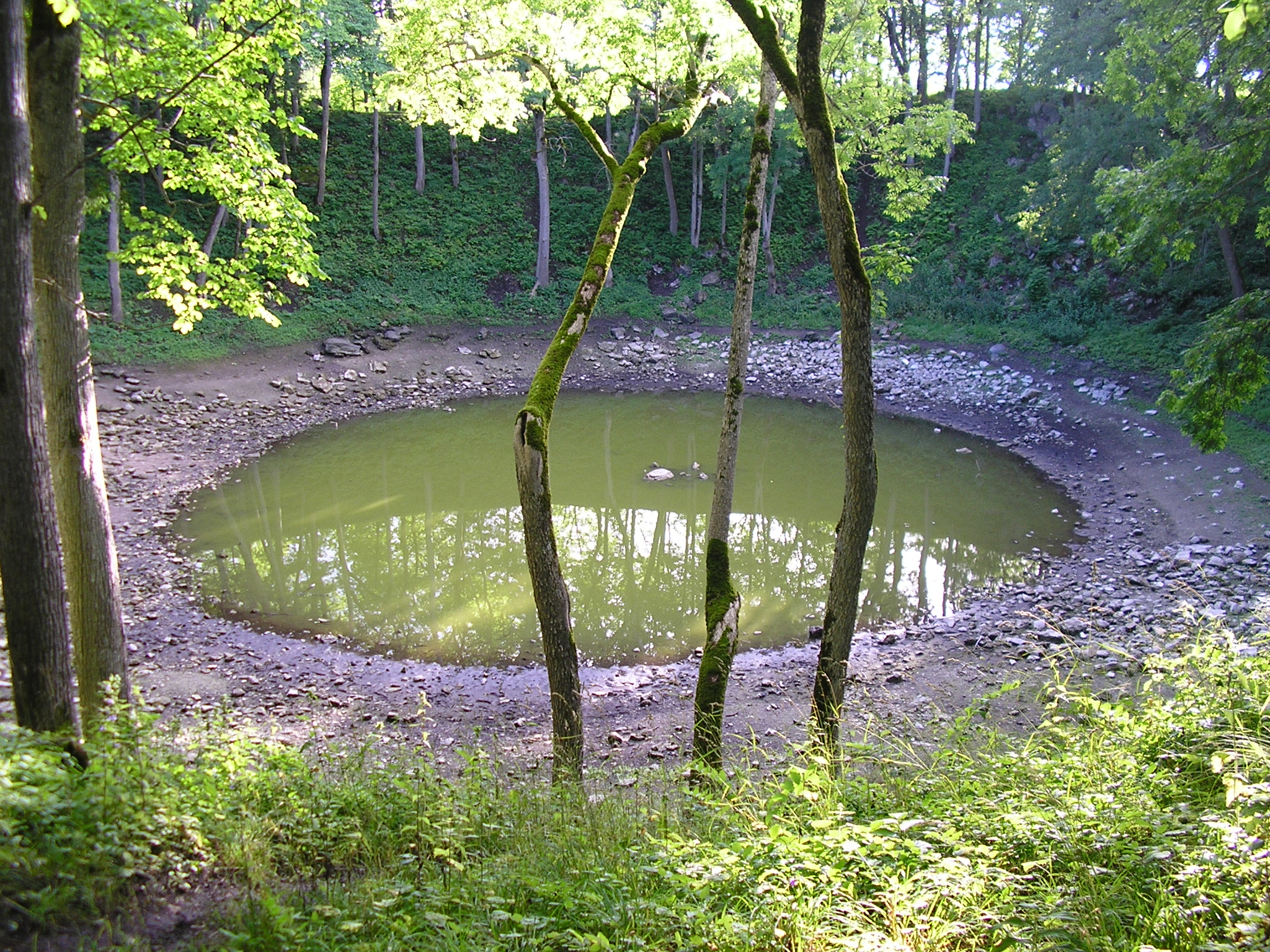
Il cratere principale è quasi circolare. Quando il livello dell'acqua è basso, possono essere viste le rocce emergere dal centro dello stesso.

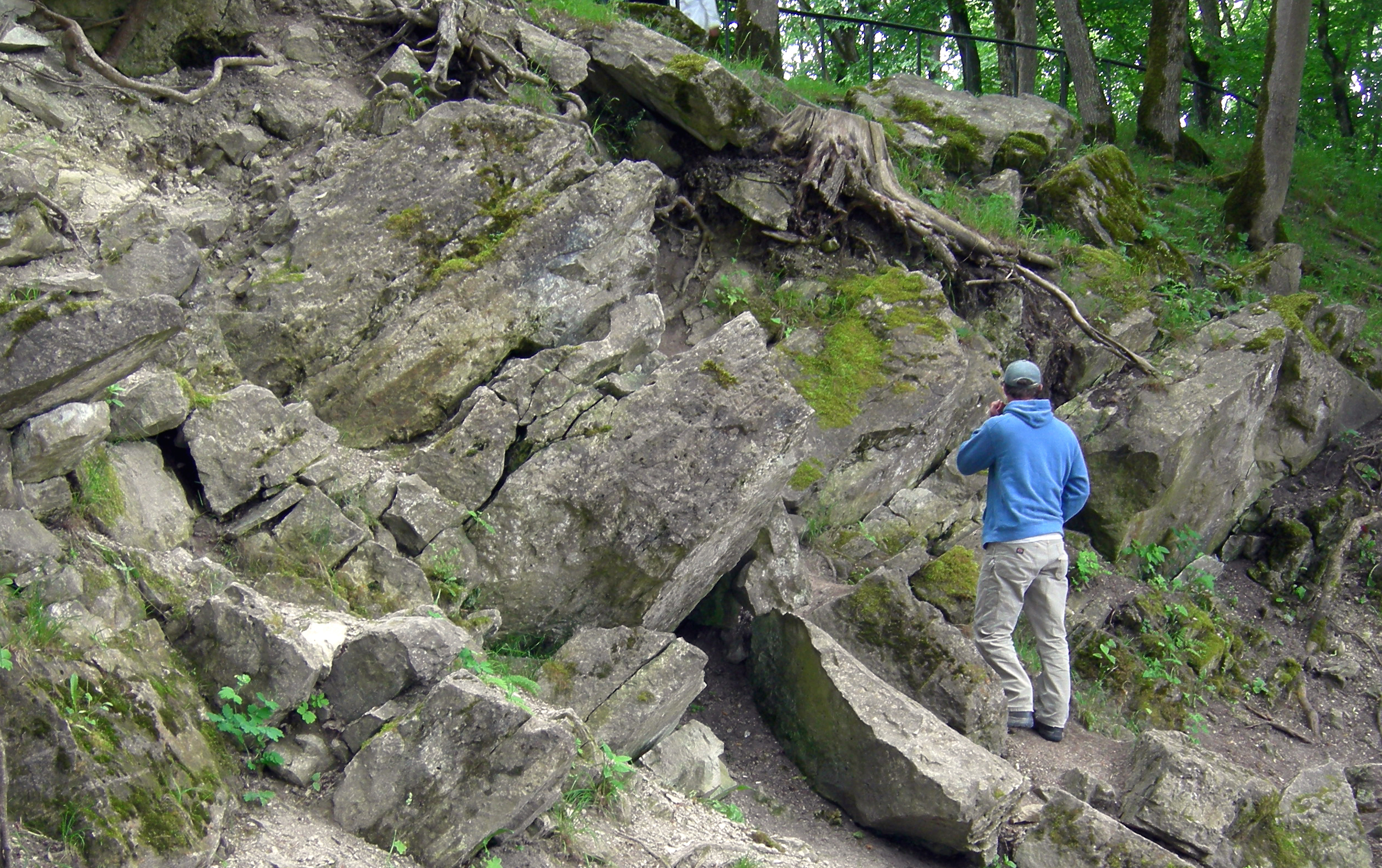
Letto di rocce dolomitiche costituente le pareti del cratere principale.

I crateri di Kaali sono un gruppo di 9 crateri creati dalla caduta di un meteorite nelle vicinanze del villaggio di Kaali nell'isola estone di Saaremaa. Si sarebbero formati più 4 000 anni addietro (questa è l'età dei sedimenti presenti in fondo al cratere), ma potrebbero avere fino a 7 600 anni (secondo alcune stime). Sono stati creati da un impatto di un oggetto di provenienza cosmica, ed è forse l'unica manifestazione nota di un forte impatto che si sia verificato in una zona popolata.
Prima degli anni 1930 c'erano diverse ipotesi circa l'origine dei crateri, tra cui teorie che coinvolgevano fenomeni di vulcanismo e processi carsici. Le sue origini da impatto meteoritico sono state definitivamente dimostrate da Ivan Reinvald nel 1928, 1933 e 1937.

## Formazione
L'impatto si suppone sia avvenuto nell'Olocene, più di 4 000 anni addietro. L'analisi delle sferule di silicati nelle paludi estoni mostrano che l'eventuale età dei crateri da impatto potrebbe essere di circa 7 600 anni. Altri studi mostrano epoche più recenti, addirittura il VII secolo a.C. I crateri furono creati da una meteora con una velocità d'impatto stimato tra 10 e 20 km/s con una massa complessiva compresa tra 20 e 80 tonnellate metriche. Il meteorite è arrivato da nord-est.
Ad un'altitudine di 5-10 km, il meteorite si ruppe in pezzi e cadde a terra in frammenti, il più grande dei quali creò un cratere del diametro di 110 m ed una profondità di 22 m. L'esplosione rimosse circa 81 000 metri cubi di dolomite e altre rocce e formò un flusso di gas estremamente caldi che raggiunsero i 7-8 km di altezza.
Il lago Kaali (in lingua estone Kaali järv) è contenuto in uno di questi crateri. Altri otto crateri più piccoli sono il risultato di questo bombardamento. I loro diametri variano da 12 a 40 metri e le rispettive profondità variano da uno a quattro metri. Sono tutti nel raggio di un chilometro dal cratere principale.

## Effetti
Secondo la teoria di impatto più recente, l'Estonia al momento dell'impatto era nell'età del bronzo scandinava e il sito era una foresta con una piccola popolazione umana. L'energia d'impatto di circa 80 TJ (20 kilotoni di TNT) fu paragonabile a quello della bomba di Hiroshima e incenerì le foreste entro un raggio di 6 km.

## Mitologia
Gli studiosi sostengono che l'evento figurava in primo piano in ambito regionale nella mitologia. Il lago, era ed è tuttora considerato sacro. Ci sono prove archeologiche che potrebbe anche essere stato un luogo dove venivano eseguiti riti sacrificali. Ad un certo punto durante la prima età del ferro, il lago era circondato da un muro di pietra lungo 470 metri, con una larghezza media di circa 2,5 metri ed un'altezza media di 2,0 metri.
La mitologia finlandese riporta delle storie che potrebbero provenire dalla formazione del lago Kaali. Una di esse è nelle rune 47, 48 e 49 dell'epica Kalevala: Louhi, il malvagio mago, ruba il sole e il fuoco causando buio totale. Ukko, il dio del cielo, ordina un nuovo Sole che scaturisca da una scintilla. La vergine dell'aria inizia a fare un nuovo sole, ma la scintilla cade dal cielo e colpisce il suolo. Questa scintilla colpisce un lago "Aluen" o "Kalevan" provocando la risalita dell'acqua. Eroi finlandesi vedono la palla di fuoco cadere "dietro il fiume Neva" (la direzione dell'Estonia rispetto alla Carelia). Gli eroi si dirigono in quella direzione per cercare il fuoco, e finalmente raccolgono le fiamme da un incendio boschivo.
Secondo una prima teoria proposta da Lennart Meri, è possibile che Saaremaa sia stata la leggendaria isola Thule, in primo luogo menzionata dall'antico geografo greco Pitea, mentre il nome di "Thule" avrebbe potuto essere collegato al termine finnico tule ("(di) fuoco") e al folklore dell'Estonia, che raffigura la nascita del lago del cratere di Kaali. Kaali era considerato il luogo in cui "il sole andava a riposare."

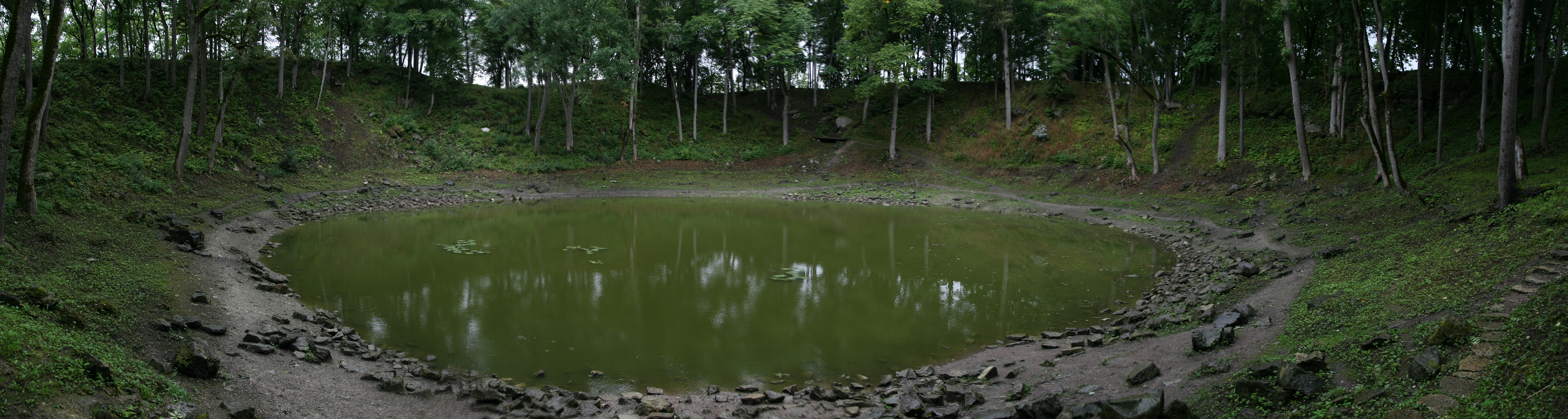
Il cratere principale visto frontalmente.

## Omonimia
L'asteroide 4227 Kaali prende il nome da esso (non vi è alcun collegamento tra questo asteroide e il cratere).